# Da-Wen Sun
Sun Dawen (egyszerűsített kínai: 孙大文; hagyományos kínai: 孫大文; pinyin: Sūn Dàwén), akit Da-Wen Sun néven is ismernek, az Élelmiszer és Biorendszerek Mérnöki Tudományának professzora az Ír Nemzeti Egyetem, Dublini Főiskolai Karán (University College Dublin, National University of Ireland).

## Életrajz
A Dél-Kínában született Da-Wen Sun professzor világszerte elismert professzor az élelmiszermérnöki kutatás és oktatás területén. Fő kutatási témái közé sorolható a hűtési, szárítási és fagyasztási folyamatok és rendszerek, az élelmiszeripari termékek minősége és biztonsága, a biológiai folyamatok szimulálás és optimalizálás, és a számítógépes látórendszer technika. Külön kiemelik újító jellegű tanulmányait az elkészített húsételek vákuumos hűtéséről, a pizza minőségét számítógépes látórendszerrel történő ellenőrzéséről, ill. az üzletek polcain található gyümölcs és zöldségfélék élettartamát meghosszabbító fogyasztható filmrétegekről, amelyeket az országos és nemzetközi híradásokban széles körben ismertetnek. Munkájának eredményeit több mint 180 referált szakfolyóiratban és mintegy 200 konferencia cikkben publikálták.
A legmagasabb fokú műszaki mérnöki BSc és MSc diplomát, továbbá PhD fokozatot szerzett vegyészmérnökként is Kínában, majd különböző európai egyetemeken dolgozott. 1995-ben első kínai állampolgárként állandó jelleggel alkalmazták egy ír egyetemen, amikor főiskolai docensnek nevezték ki az Ír Nemzeti Egyetem, Dublini Főiskolai Karán. Ezután a lehető legrövidebb idő alatt elérte az egyetemi adjunktus, docens és egyetemi tanár címeket. Dr. Sun jelenleg az élelmiszer és Biorendszerek Mérnöki Tudományának professzora, és az Élelmiszer-hűtés és Számítógépes Élelmiszer Technológia Kutató Csoportjának igazgatója a Dublini Főiskolai Karon (University College Dublin).
Az élelmiszer mérnöki tudományok vezető oktatójaként jelentős mértékben részt vett e tudományterület fejlesztésében. Számos olyan PhD hallgatót oktatott, akik tovább hozzájárultak az iparág és az egyetemi oktatás színvonalának emeléséhez. Az egész világon rendszeresen előadásokat tart az élelmiszer tudomány eredményeiről különböző egyetemeken és kulcsfontosságú nemzetközi konferenciákon. Az élelmiszer tudományban elismert szaktekintélyként a 10 legjobb kínai egyetemen – így pl. a Zhejiang Egyetem, a Shanghai Jiatong Egyetem, a Harbin Műszaki Intézet, a Kínai Mezőgazdasági Egyetem, a Dél-Kínai Műszaki Egyetem, a Jiangnan Egyetem stb. – szerződéses-, tanácsadói vagy vendégprofesszori munkát végzett. 2000-ben az élelmiszer mérnöki tudományban való jelentős és világméretű közreműködése és a tudományterületen betöltött kiemelkedő vezető szerepének elismeréseként a Mezőgazdasági Mérnöki Tudományok Nemzetközi Bizottsága (CIGR) CIGR érdemrend jutalomban részesítette, majd 2006-ban ismét. Az Egyesült Királyságbeli Műszaki Tudományok Intézete (IMechE) a „2004-es év Élelmiszermérnöke” címet adományozta számára, majd 2008-ban elnyerte a CIGR Érdemrendet is kimagasló eredményei elismeréseként, a világ mezőgazdasági mérnöktudósainak legjobbjai közé sorolva.
Tagja a Mezőgazdasági Mérnökök Intézetének. Számos kitüntetést kapott kitűnő oktató és kutató munkája elismeréseként, mint pl. az Elnöki Kutatói Testületi Tagságot, és kétszer is részesült a Dublini Főiskolai Kar Elnöki Kutatói Díjában. Továbbá tagja a CIGR Tanácsnak és a CIGR tiszteletbeli alelnöke, a Food and Bioprocess Technology – an International Journal (Springer) főszerkesztője, a „Contemporary Food Engineering” (CRC Press/Taylor Francis) könyvsorozat szerkesztője, a Journal of Food Engineering (Elsevier) korábbi szerkesztője, továbbá szerkesztő bizottsági tag a Journal of Food Engineering (Elsevier), a Journal of Food Process Engineering (Blackwell), a Sensing and Instrumentation for Food Quality and Safety (Springer) és a Czech Journal of Food Sciences folyóiratok esetében. Az Egyesült Királyság Mérnöki Bizottságában Szakértő Mérnökként szerepel.

## Díjak és kitüntetések
- CIGR Recognition Award, 2008, by CIGR (International Commission of Agricultural Engineering)
- AFST(I) Fellow Award, 2007, by Association of Food Scientists and Technologists (India)
- CIGR Merit Award, 2006, by CIGR (International Commission of Agricultural Engineering)
- President’s Research Fellowship, 2004/2005, by University College Dublin
- Food Engineer of the Year Award, 2004, by The Institution of Mechanical Engineers, UK
- Who’s Who in Engineering and Science, 2000 -
- CIGR Merit Award, 2000, by CIGR (International Commission of Agricultural Engineering)
- President’s Research Award, 2000/2001, by University College Dublin
- Who’s Who in the World, 1999 -